# Шотландське суспільство
Шотландське суспільство є типовим західним суспільством і зробило ключовий внесок у поширення західної культури по всьому світу. Воно розвивалося протягом багатьох століть, з тих пір, як Шотландія почала зароджуватися як країна в ранньому середньовіччі.
Шотландці мають багато соціальних і культурних характеристик, наприклад дві шотландські мови, музика, мистецтво, соціальні звички, кухню та фольклор. Шотландія є етнічно та расово різноманітною країною в результаті широкомасштабної імміграції з багатьох різних держав протягом її історії.

## Середньовіччя
Шотландське суспільство в середньовіччя — це соціальна організація сучасної Шотландії у період між відходом римлян з Британії в п'ятому столітті та встановленням епохи Відродження на початку шістнадцятого століття. Соціальна структура на початку періоду є неясною, про що є мало документальних джерел. Групи спорідненості, ймовірно, забезпечували первинну систему організації, і суспільство, ймовірно, було поділено між невеликою аристократією, чия могутність ґрунтувалася на війні, більш широкою групою вільних людей, які мали право носити зброю і були захищені законами, вище відносно великої групи рабів, які, можливо, жили поруч і стали клієнтами своїх власників.
З дванадцятого століття існують джерела, які дозволяють детально розглянути розшарування в суспільстві, з такими верствами, як король і невелика еліта мормарів, що стояли вище нижчих рангів вільних людей, і, ймовірно, велика група кріпаків, особливо в центральній Шотландії. У цей період феодалізм, запроваджений при Давиді I, привів до того, що, англійські титули і права ерлів набули широкого поширення. Нижче за шляхту були землероби з невеликими господарствами та зростаюча кількість коттарів і гресеменів (орендаторів на випасі) зі скромнішим землеволодінням. Поєднання агнатської спорідненості та феодальних зобов'язань розглядалося як створення системи кланів у нагір'ї цієї епохи. Шотландське суспільство прийняло теорію трьох станів для опису свого суспільства та англійську термінологію для розрізнення рангів. Кріпосне право зникло з обліку в XIV столітті, і нові соціальні групи робітників, ремісників і купців набули важливого значення в містах, що розвивалися. Це призвело до зростання соціальної напруженості в міському суспільстві, але, на відміну від Англії та Франції, в шотландському сільському суспільстві, де було відносно мало економічних змін, не було великих суспільних хвилювань.

## На початку Нового часу
Шотландське суспільство в епоху раннього Нового часу охоплює соціальну структуру та відносини, які існували в Шотландії між початком шістнадцятого століття і серединою вісімнадцятого століття. Це приблизно відповідає епосі раннього Нового часу в Європі, починаючи з Ренесансу та Реформації і закінчуючи останніми якобітськими повстаннями та початком промислової революції.
Шотландія в цей період була ієрархічним суспільством. Його очолювали монарх і великі магнати. Нижче за ними були лейди, які виникли як окрема група на верхівці місцевого суспільства, чия позиція була зміцнена економічними та адміністративними змінами. Нижче лейдів у сільському суспільстві були різноманітні групи, часто погано визначені, включаючи йоменів, які часто були великими землевласниками, і землеробів, які були землевласниками, за ними йшли котари та травники, які часто мали лише обмежені права на спільну землю та пасовище. Міське суспільство очолювали заможні купці, які часто були міщанами. Під ними, і часто в конфлікті з міською елітою, були ремісники. Нижче цих рядів, як у міському, так і в сільському суспільстві, існували різноманітні групи «безгосподарів», безробітних і бродяг.